# Efrain Loyola
Efrain Loyola (18 de dezembro de 1916 - 2 de abril de 2011) foi um flautista cubano de Cienfuegos, que, à época da sua morte era um dos mais antigos flautistas ativos no mundo. Teve uma carreira que durou mais de sete décadas e por um período, foi capitão da milícia cubana e lutou na Guerra contra bandidos.